# 이시즈카 아카리
이시즈카 아카리(일본어: 石塚 朱莉, 1997년 7월 11일 ~ )는 일본의 여성 아이돌 그룹 전 NMB48의 멤버이다. 지바현 출신.

## 개요
- 전 NMB48 멤버.
- 2021년 9월 17일, NMB48를 졸업.